# Тьма (фильм, 1992)
«Тьма» — художественный фильм 1992 года режиссёра Игоря Масленникова по одноимённому рассказу Леонида Андреева.

## Сюжет
По одноимённому рассказу Леонида Андреева о революционере-террористе и влюблённой в него проститутке.

## В ролях
- Олег Янковский — революционер-террорист
- Ксения Качалина — проститутка, встречающаяся с революционером

В эпизодах:
- Евгений Весник
- Виктор Сухоруков
- Светлана Крючкова
- Лариса Бородина
- Нора Грякалова
- Тамара Шемпель
- Константин Коровьев
- Мария Фаддеева

## Производство[1][2][3]
Фильм «Тьма» был первым в рамках проекта «Русские повести» — цикла из семи фильмов по произведениям русских писателей — совместный проект Седьмого канала французского телевидения и киностудии «Троицкий мост», на момент подписания контракта в 1990 году это было ещё Третье творческое объединение «Ленфильма», художественный руководитель Игорь Масленников.
Автор идеи Жак Байнак, он же стал сценаристом фильмов, но больше — кроме финансирования и предоставления плёнки «Kodak», французы никак не участвовали в процессе съёмок.
Фильмы телевизионного формата (54 минуты) должны быть сданы  французскоик телеканалу к концу 1991 года, а советская сторона получала право на изготовление на их основе полнометражных киноверсий и их всесоюзный (на тот ещё момент) кинопрокат. События 1991 года внесли коррективы, телефильмы были сданы в 1992 году, а полнометражные версии реализованы не были.

## Критика
Фильм, права на который принадлежали французской стороне, впервые был продемонстрирован широкой аудитории в России только в 2010 году на Фестивале архивного кино «Белые Столбы» к годовщине смерти актёра Олега Янковского, исполнившего главную роль в фильме.

Пару лет назад на фестивале архивного кино в Белых Столбах показали фильм Масленникова «Тьма». Снята картина была в 1992 году, когда кинопроизводство в стране рухнуло. Немногочисленные киноновинки оставались уделом фестивалей и показов в Доме кино. Видимо, в эту «яму» угодила и «Тьма», ибо многие в госфильмофондовском зале ахнули: какое кино, где же оно было все эти годы?! Даже на фоне своей богатейшей актерской судьбы Янковский вправе был гордиться этой работой, равно как и молодая Ксения Качалина, исполнившая роль несчастной жрицы любви.— Дарья Борисова, «Независимая газета», 2011 год
Хотя как экранизация рассказа Леонида Андреева фильм считается слабым:

Масленников снимает Тьму так, что вопросов о профессионализме автора не возникает, а вот вопрос о его заинтересованности предметом остаеётся. Масленников мастер работать с бесхитростным сюжетом, делая предметом изображения собственную иронию. Но здесь места для иронии нет, и сплошные «вопросительные знаки» — так воспринимался Андреев современниками — превращаются в глубокомысленные многоточия. Антихристова Тьма остается фигурой речи.— Новейшая история отечественного кино: 1992—1996